# 辟才胡同
39°54′46″N 116°21′50″E / 39.91291°N 116.36383°E
辟才胡同是位于中国北京市西城区中部的一条胡同。现已拓宽为交通干道。

## 简介
辟才胡同为东西走向，东起西单北大街与灵境胡同相连，西到太平桥大街与广宁伯街（二环外则为月坛南街）相接。全长877米，平均宽32米，为沥青路面。
元朝时，此地有大石佛寺，属元大都咸宜坊。《日下旧闻考》卷五十：“先寺僧掘地得石佛一”，“寺盖由此得名”。明朝时，该胡同称“大石佛寺”，以寺得名。清朝改称“劈柴胡同”，相传这一带曾经有劈柴市场。清朝该胡同为镶红旗地界。光绪三十一年（1905年），天津人臧佑宸在该胡同内创办了京师私立第一两等小学堂，同时谱写了校歌，歌词为“辟才，辟才，辟才胡同中。苍苍、菁菁、槐柳兼柏松。是何处？私立第一两等。开辟人才、开辟人才，胡同著其名。”并以“劈柴”二字的谐音“辟才”，将该胡同改称“辟才胡同”，取开辟人才之意。辛亥革命后，该学堂停办。“辟才胡同”这一胡同名则沿用至今。
辟才胡同曾经开办过京师私立第一两等小学堂、殖边学堂、北京筹边高等学校等学校。1917年北京女子师范学校附属中学开办后，不久即迁至辟才胡同，后来多次变更校名，如今原址上是由该校演变而来的北京师范大学附属实验中学分校区。
2000年，辟才胡同实施了拓宽改造工程。周边的不少小胡同消失，辟才胡同被改造成一条宽40余米，上下四车道的交通干道，连接西单商业区和北京金融街。辟才胡同两边是丰汇园等新建的居民小区。辟才胡同的拓宽改造工程于2000年开工，当年11月15日之前竣工。改造前，辟才胡同最窄处只有5米宽。改造后，辟才胡同从5米拓宽到40米，其中机动车道宽15.6米，两侧的非机动车道宽5米，方砖步道宽5.2米，此外道路南北两边还有各宽2米的绿地隔离带。辟才胡同还是北京市公交车进胡同的第一条示范线路，在改造工程完工后通有公交车。
辟才胡同过去是众多名人生活过的地方，但现在胡同两侧的四合院均已被拆除：
- 张岱年旧居：1909年5月23日，张岱年生于辟才胡同的一个普通的四合院中。[4]
- 文绣旧居：抗日战争胜利后，36岁的文绣在《华北日报》社谋得校对的职位。社长将其表弟、国军少校军官刘振东介绍给文绣。1947年，文绣和刘振东结婚。婚后，他们租住在白米斜街的三间房内。1948年，刘振东退伍从商，开办货运车行。中华人民共和国成立后，刘振东因曾为国军军官而被监督管制，在管制期间表现良好，经查无历史罪恶，1951年便解除管制，分配到西城清洁队当清洁工。文绣和刘振东为工作方便，乃搬到辟才胡同西口的一个小院内。两年后，1953年9月18日，文绣逝世。[4]
- 慈禧太后旧居：慈禧太后的出生地一直众说纷纭。如今一大部分清史专家认为慈禧太后可能出生在北京辟才胡同。理由一，慈禧太后同父同母的妹妹在慈禧太后入宫后4年，即咸丰五年也参加了选秀，排单上写有：“此女属满洲镶蓝旗，叶赫那拉氏，父亲惠征，住劈柴胡同”。理由二，慈禧太后家属满洲镶蓝旗，顺治帝入关后，京师八旗分城居住，镶蓝旗住区位于宣武门以里，阜成门以南，满洲镶蓝旗都统衙门在华嘉寺胡同14号，辟才胡同正位于该区内，且距离华嘉寺胡同很近。理由三，据慈禧太后的后人称，其家家谱内载慈禧太后的出生地为北京劈材胡同。根据其后人们回忆，慈禧太后的出生地约在辟才胡同中部路北的一个院落中，门前有一株银杏树，门内立有一朱漆影壁，入门两边为游廊。但因辟才胡同全部院落均已拆除，现已无从查考。[4]
- 刘宝全开办的茶社：京韵大鼓创始者之一、被誉为“鼓界大王”的刘宝全曾在辟才胡同开办茶社。[4]
- 焦晃旧居：演员焦晃是北京人，早年住在辟才胡同。[4]